# أبو طيلون
أبو طيلون أو أبو طالون أو حبُّ السنبل أو قرقدان (باللاتينية: Abutilon) جنس نباتي ينتمي إلى الفصيلة الخبازية. يضم قرابة 150 نوعاً.

## من أنواعه الأصيلة فيالوطن العربي
- أبو طيلون ابن سينا (باللاتينية: Abutilon avicennae) في بلاد الشام
- أبو طيلون أشعث (باللاتينية: Abutilon hirtum) في بلاد الشام
- أبو طيلون رث (باللاتينية: Abutilon pannosum) في بلاد الشام ومصر والمغرب العربي
- أبو طيلون شجيري (باللاتينية: Abutilon fruticosum) في بلاد الشام ومصر والمغرب العربي
- أبو طيلون هندي (باللاتينية: Abutilon indicum) في بلاد الشام وجنوب آسيا وجنوب شرقها

## من أنواعه الأخرى
- أبو طيلون آسيوي (باللاتينية: Abutilon asiaticum)
- أبو طيلون بيرلاندييه (باللاتينية: Abutilon berlandieri)
- أبو طيلون ثلجي (باللاتينية: Abutilon niveum)
- أبو طيلون دارويني (باللاتينية: Abutilon darwinii)
- أبو طيلون ذهبي (باللاتينية: Abutilon auritum)
- أبو طيلون رمادي (باللاتينية: Abutilon incanum)
- أبو طيلون سميك الأوراق (باللاتينية: Abutilon crassifolium)
- أبو طيلون عملاق (باللاتينية: Abutilon giganteum)
- أبو طيلون كبير الأزهار (باللاتينية: Abutilon grandiflorum)
- أبو طيلون متفرع الأزهار (باللاتينية: Abutilon ramiflorum)
- أبو طيلون مصبوغ (باللاتينية: Abutilon pictum)